# Auditorium de Galice

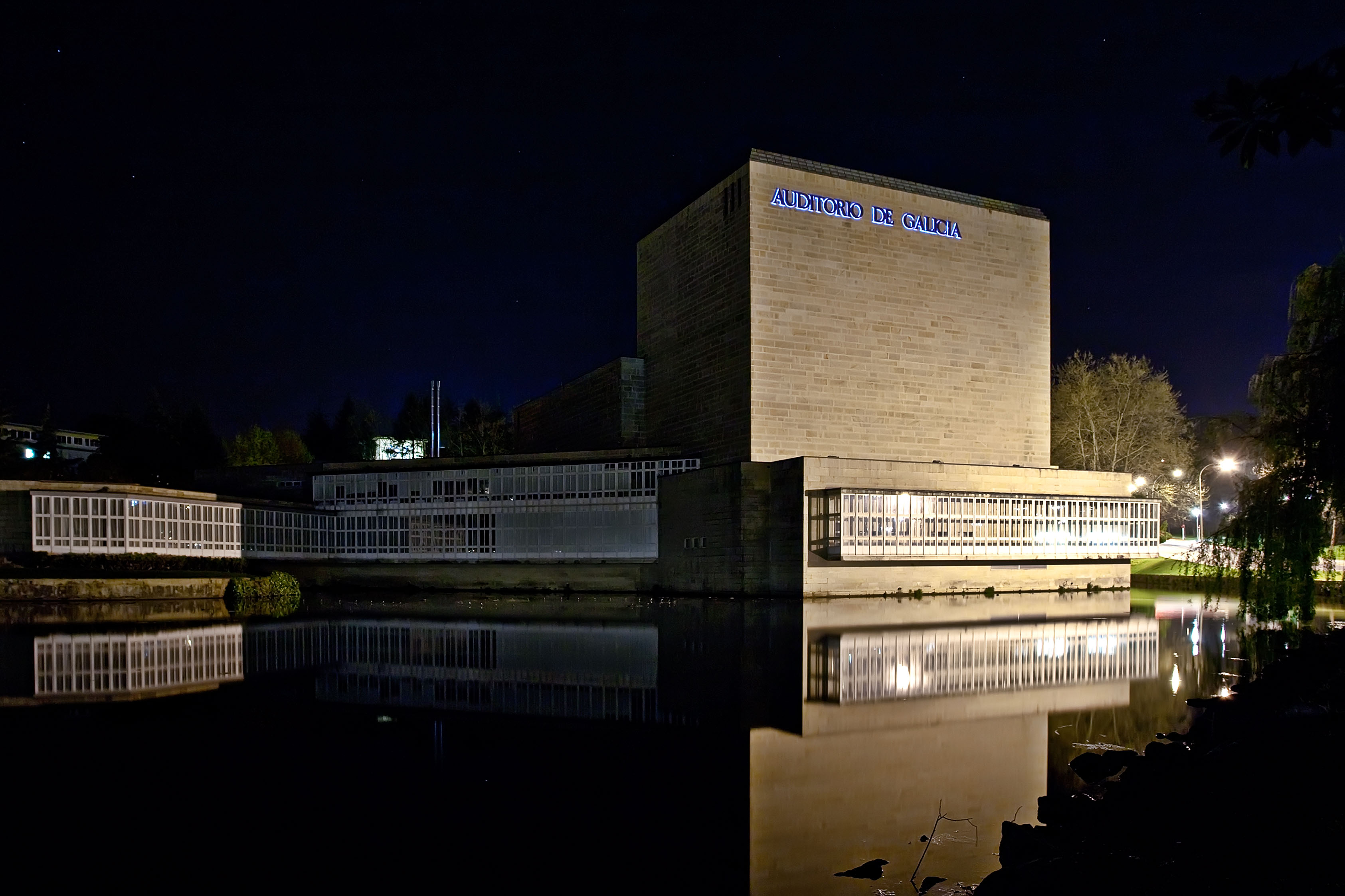
Vue nocturne de l'Auditorium de Galice.

L'Auditorium de Galice est un bâtiment situé à Saint-Jacques-de-Compostelle en Espagne, destiné à des fonctions culturelles.

## Histoire
La construction de l'auditorium a été planifiée au milieu des années 1980 car la ville avait besoin d'une telle installation. Il a été conçu par les architectes Julio Cano Lasso et Diego Cano Pintos qui ont rédigé le projet en 1986. Inaugurée le 20 octobre 1989, c'est la salle de concert la plus importante de Galice, et depuis 1996 le siège de la Real Filharmonía de Galicia (Orchestre philharmonique royal de Galice).
Sa construction a été financée par le ministère espagnol de la Culture, le gouvernement régional de Galice et le conseil municipal de Saint-Jacques-de-Compostelle,.

## Description
C'est un bâtiment noble en pierre qui fait référence aux valeurs intemporelles de la grande architecture galicienne. Modernité, paysage et tradition coexistent en harmonie dans le bâtiment. Il y a deux façades, l'une fermée et précédée d'un porche où se trouve l'entrée, et l'autre ouverte sur le paysage avec des prairies et des arbres au bord d'un petit lac, formé par un ruisseau en barrage. Le mur de la façade au-dessus du lac a une hauteur de plus de 20 mètres dans sa partie centrale et est recouvert de pierres de taille en granit de couleur beige. La façade en granit est mise en valeur par des galeries vitrées.
Le complexe culturel comprend une cafétéria et quatre salles:
- Salle Angel Brage. C'est la salle principale de l'auditorium. Elle a une capacité de 1 002 spectateurs et est équipée pour accueillir des représentations théâtrales, des ballets, des opéras, des concerts de musique symphonique et pour l'organisation de congrès.
- Salle Mozart. Elle peut accueillir 260 spectateurs et est utilisée pour des concerts, des conférences et des répétitions de théâtre, entre autres activités. C'est la salle de répétition de la fanfare municipale de Saint-Jacques-de-Compostelle et elle accueille aussi fréquemment des concerts d'étudiants du Conservatoire professionnel de musique de la ville.
- Salle Isaac Díaz Pardo. Il s'agit d'un espace de forme irrégulière de 1000 m² destiné aux expositions.
- Salle circulaire. C'est la plus petite des salles. Elle peut accueillir 50 personnes et est utilisée pour des colloques, des conférences de presse et des séminaires ou présentations.